# Pia Opera Pastore
La Pia Opera Pastore era un'istituzione di beneficenza privata, soprattutto in favore dei poveri e degli ammalati, che aveva sede nel Palazzo del barone Felice Pastore di Alcamo accanto Porta Trapani.

## Storia
L’edificio, di cui la Pia Opera Pastore faceva parte, fu costruito tra il 1870 e il 1874 in esecuzione delle disposizioni testamentarie del barone Felice Pastore Cambon e affidato alle Suore di San Vincenzo de Paoli. 
La moglie del barone, ovvero donna Stefania Naselli di Montaperto dei duchi di Gela e sorella dell'arcivescovo di Palermo (1853-1870) Giovan Battista Naselli, fu determinante nel fare venire ad Alcamo le Suore della Carità. Infatti la baronessa, che sopravvisse al marito e che avrebbe potuto bloccare la fondazione dell'istituto, non lo fece ma anzi ne favorì lo sviluppo.
Gli scopi principali della fondazione erano i seguenti:
- Accogliere ragazze nell'istituto per educarle e istruirle, affinché potessero essere utili a se stesse e alla società.
- Accogliere, giornalmente in sale apposite, ragazze esterne per ricevere l'istruzione religiosa e l'educazione adeguata al proprio ceto, preferendo la classe più povera.[1]
- Curare quotidianamente gli ammalati esterni alla struttura e assistere a domicilio gli ammalati; tali opere dovevano essere fatte dalle Figlie della Carità.

L'istituto doveva anche tenere un dispensario e una farmacia per persone bisognose, di cui le Suore si dovevano prendere cura.
Inizialmente, dal 1870 al 1874, esso funzionò presso il palazzo Pastore, in corso 6 Aprile, per poi spostarsi nella sede in via Pia Opera Pastore. La prima madre superiora dell'istituto fu Suor Luisa Castets, francese di Besançon e in francese si svolgevano le lezioni nei primi anni del suo funzionamento.
Nel 1913, per motivi economici, fu modificato lo statuto e fu chiusa la farmacia; fra il 1914 e il 1916 vi ebbe sede un Istituto Magistrale privato.  Dal 1941, con il finanziamento del Ministero dell'Interno, vi fu in funzione un Preventorio antitubercolare per ragazzi che, se ammalati, venivano ospitati presso il Dispensario profilattico, e a guarigione avvenuta, tornavano a casa.
Nel 1945 fu istituita un'infermeria e un nuovo salone per gli ammalati; nel 1954 fu iniziato un asilo, terminato nel 1958.
A causa del terremoto del 1968, i locali divennero inagibili, ma le Suore continuarono ad assistere sia i terremotati di Alcamo che quelli dei paesi viciniori.
La struttura internamente è suddivisa in tre ali, con la Cappella nell'ala centrale del piano terra, a cui si entra da un androne; qui c'erano la sala d'attesa, la segreteria, stanze di servizio e un largo corridoio.
L'ala destra era occupata dall'asilo e quella sinistra dalle classi della scuola elementare, gratuita per le famiglie povere e a pagamento per quelle di condizioni economiche agiate.
Le sale adiacenti alla Cappella erano occupate dalla cucina e dal refettorio; infine al primo piano una volta c'erano il dormitorio, e il laboratorio di taglio e ricamo.
Nel 1956 fu edificata una nuova ala per il Preventorio, chiuso negli anni sessanta grazie al miglioramento delle condizioni igieniche e sanitarie di Alcamo. Infine nel 2000 le suore furono trasferite.
Attualmente i locali appartengono all'IPAB (Istituzione Pubblica di Assistenza e Beneficenza:Opere Pie Pastore e San Pietro): alcuni sono dati in affitto per tenere corsi di formazione professionale, altri sono utilizzati come centro di accoglienza per extracomunitari.

## Associazione Figlie di Maria, Dame di Carità e le Crociate della Purezza
Nel 1870 le Suore Vincenziane, o Figlie della Carità, furono chiamate a iniziare l'attività della Pia Opera Pastore; un anno dopo fondarono l'Associazione Figlie di Maria, subito approvata dal Superiore Generale che adottò lo Statuto in vigore nel territorio italiano e continuò la sua opera fino all'anno 2000.
Il 29 luglio 1900 vi fu fondata l'Associazione delle Dame di Carità da suor Margherita Castets, Madre Superiora dell'Opera Pia: era formata da donne che si volevano dedicare al sollievo degli ammalati, degli emarginati e dei poveri.
Lo scopo principale era quello di promuovere attività spirituali e caritatevoli, procurando cibo, vestiti e denaro.
Le associate dovevano essere devote a San Vincenzo de Paoli e alla beata Luisa di Marillac, imitandone le virtù, soprattutto la carità, pregando, comunicandosi e recitando il Rosario in suffragio delle consorelle defunte.
L'Associazione aiutò le famiglie dei soldati durante la I guerra mondiale, e dopo Caporetto, diede sostegno e viveri ai profughi venuti ad Alcamo; altre attività notevoli sono da ricordare nel periodo 1929-39 (per le malattie endemiche), nel 1935-1951 (per i soldati accampati ad Alcamo durante la seconda guerra mondiale), e fra 1944 e 1960 per varie attività finanziate dalla regione Sicilia.
Nel 1924 fu istituita l'Associazione Damine della Carità, la cui protettrice era Santa Luisa di Marillac: ne facevano parte ragazze dai 16 ai 18 anni d'età, che indossavano una gonna azzurra, con una camicetta bianca e delle scarpe nere.
Lo scopo delle associate era di fare delle visite periodiche ai poveri e ai carcerati, curare gli ammalati e procurare dei vestiti per i bisognosi. Queste damine, nel periodo di crisi degli anni venti, collaborarono con le suore nella raccolta di grano e farina, e attraverso varie attività (teatro, concerti ecc.), raccolsero dei soldi per le famiglie povere.
Durante la seconda guerra mondiale visitavano i soldati ricoverati presso gli ospedali, aiutandoli; in quel terribile periodo la Pia Opera era un vero asilo di beneficenza: giornalmente veniva fornito un pasto caldo a più di 1000 persone, e una refezione scolastica per oltre 100 bambini.
Inoltre,  ogni anno il 15 marzo (festa di Santa Luisa di Marillac), il 19 luglio (San Vincenzo de Paoli), e il 20 novembre (Santa Elisabetta d'Ungheria) veniva dato un pranzo ai poveri dentro il giardino.
Nel 1935 il vescovo di Mazara del Vallo (tenuto conto di quanto concordato nel congresso nazionale di Roma del 1932, dello statuto delle Dame di Carità e dopo una riunione con tutti i parroci di Alcamo) stabilì che in tutte le parrocchie cittadine si dovevano formare le associazioni parrocchiali delle Dame di Carità.
Questa decisione, presa col consenso unanime dei parroci, e con uno Statuto apposito, serviva a fare decentrare le attività caritative legate alla Pia Opera Pastore.
Dal 2 ottobre 1976 l'associazione è stata assorbita dal "Gruppo giovanile di volontariato vincenziano".
Infine il 30 maggio 1935 fu fondata, da suor Elvira La Paglia, l'associazione delle "Crociate della Purezza": all'atto dell'ammissione esse giuravano di "aborrire la moda indecente".
Scopo di quest'associazione era di "divulgare i buoni e sani costumi contro il dilagare della scompostezza e mondanità della moda".
Da diversi anni l'associazione non è più attiva.

## Descrizione e opere nella Cappella
La struttura architettonica è in stile neoclassico, con finestre di forma triangolare.
Sul portone d'ingresso del palazzo c'è lo stemma della famiglia Pastore rappresentato con un bastone da pastore, tre stelle e una torre; c'è anche un balcone d'onore con balaustra e colonnine.
La splendida cappella, dedicata a San Francesco di Sales e annessa all’Istituto, è a navata unica con tre altari in marmo grigio e bianco; all'interno si possono ammirare delle bellissime parti architettoniche in stile romano del XVIII secolo.
La costruzione fu realizzata sul progetto dagli architetti palermitani Giovan Battista Palazzotto e Agostino Castiglia.

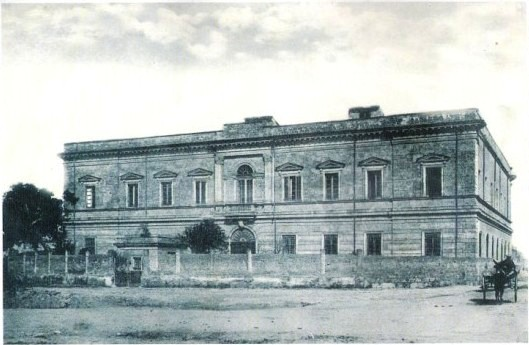
Foto d'epoca della facciata

Restaurata nel 1983, presenta dodici colonne, dei capitelli corinzi, una cupola dall'ampio lucernaio; ci sono le seguenti opere:
- altare maggiore realizzato in marmo bianco da Vincenzo Venezia nel 1877, con un grande tabernacolo di forma circolare con 6 colonne dai capitelli corinzi indorati; sopra l'altare c'è una grande tela dell’Immacolata del 1866 di Natale Carta da Messina. L'Immacolata è raffigurata mentre guarda il cielo e con le mani congiunte; porta una veste rosso scuro e un manto blu scuro.[1]
- un mosaico dell'alcamese Gaetano Costa sul pannello centrale della mensa, raffigura 3 cerchi(che rappresentano la Santissima Trinità), con l'agnello pasquale che tiene il libro della vita.
- Ambone: progettato dall'architetto Settipani, simboleggia il sepolcro vuoto di Gesù Cristo, dal quale viene annunciato il Vangelo.[1]
- altare sinistro: San Francesco di Sales, dipinto nel 1890 dal palermitano Giuseppe Di Giovanni; il Santo è in estasi tra una schiera di angeli
- altare destro: San Vincenzo de Paoli, dipinto nel 1890 dal palermitano Giuseppe Di Giovanni;[5] è raffigurato S. Vincenzo de' Paoli mentre parla con tre suore di carità e sei orfanelli stanno ad ascoltarlo.[1]
- sul lato destro del coro: pietra tombale a ricordo dei coniugi Pastore, qui sepolti
- due busti marmorei del barone Felice Pastore e Stefania Naselli, nell'androne
- alcuni candelabri

All'interno della sacrestia e nel parlatorio si trovano questi dipinti:
- San Giovanni Gabriele Perboyre (1926), tela del sacerdote Francesco Alesi; è raffigurato un giovane missionario vincenziano con abito talare con braccia conserte,  mantiene una palmetta con la sinistra e con la destra abbraccia la croce.[1]
- San Francesco Regis Clet (1924): tela del sacerdote Francesco Alesi; rappresenta un giovane missionario poggiato su una croce splendente di luce, con la destra sul petto e con la sinistra a sostenere una palma.
- Santa Luisa di Marillac: un'altra tela del sacerdote Francesco Alesi; la Santa è in ginocchio con la corona e una croce in mano, mentre contempla una statua della Madonna. Dietro di lei si vedono altre due suore mentre soccorrono i poveri.[1]
- San Francesco di Sales: tela d'ignoto autore. Con una tunica viola e seduto su una poltrona e con un penitente vestito con abiti del Settecento: il Santo gli indica una colomba che simboleggia lo Spirito Santo.

La cappella oggi è utilizzata per attività di culto e incontri di carattere religioso.